# Apertov sindrom
Apertov sindrom, kraniofacijalna disostoza ili akrocefalosindaktilija tip 1 je kraniofacijalna malformacija koja se lako prepoznaje po udruženoj sindaktiliji gotovo svih prstiju šaka i stopala. Sindaktilija može biti u vidu potpune fuzije prstiju ili samo u vidu dobro definisanih prstiju spojenih kožom.
Nasleđuje se autosomno dominantno, i u 25% slučajeva nalaze se sveže mutacije. Ovaj sindrom nema predilekcije prema polu i rasi, varira u težini forme u kojoj se manifestuje. Anomalije unutrašnjih organa su vrlo retke, ali je mentalna retardacija prisutna u oko polovine osoba sa ovim sindromom. 
Iako se Apertov sindrom ne leči, hirurška korekcija može pomoći u rešavanju nekih od poremećaja. 

## Naziv
Apertov sindrom (lat acrocephalosyndactylia) je eponim izveden iz imena Francuskog lekara, Eugena Aperte koji je 1906. godine opisao anomalni oblik lobanje (akrocefalija) sa sinostozom koronarnih šavova i hipoplazijom sfenoetmoidnomaksilarnog dela lica, i sindaktilijom prstiju šake i stopala.

## Istorija
U literaturi je opisano preko 100 sindroma sa kraniosinostozama, među njima je i autosomno dominantni sindrom Apert, koga je 1906.god. opisao Eugen Apert kao... anomalni oblik lobanje sa sinostozom koronarnih sutura i hipoplazijom sfenoetmoidnomaksilarnog dela lica.

## Epidemiologija
Apertov sindrom koji na globalnom nivou čini približno 4,5% svih kraniosinostoza, javlja se sa incidencijom od 1:160.000 — 200.000 živorođene dece.
Većinom je zastupljena sporadična forma bolesti (95%) kao posledica nove mutacije koja nosi rizik od pojave kod potomaka od 50%, ali postoji i hereditarni oblik sa autosomno dominantnim obrascem nasleđivanja. Iako roditelji svih uzrasta mogu imati dete sa Apertovim sindromom, rizik se povećava kod starijih očeva.

## Etiopatogeneza
U novijoj literaturi opisano je preko 100 sindroma sa kraniosinostozama, među njima je i Apertov sindrom, koji se nasleđuje autozomno dominantno, i koji čini približno 4,5% svih kraniosinostoza.
Geni i genetske varijante u Apertovom sindrom
| Tip kraniosinostoze              | Gen    | Lokus | Mutacija |
| -------------------------------- | ------ | ----- | -------- |
| Apertov sindrom Kruzonov sindrom | FGFR-2 | 10q26 |          |

## Klinička slika
Kraniofacijalni defekt kod ove faciokraniosinostoze čini:
Karakteristična bikoronalna sinostoza
Ova sinmostoza dovodi do asimetrične brahicefalije (turicefalija) i praćena je retruzijom lica različitog stepena. Čelo je ravno, usko, izražen je hipertelorizam, koren nosa je udubljen, prisutna je prognacija.
Orbite su plitke, ali ne tako kao kod Crouzonovog sindroma. Za razliku od Crouzonovog sindroma prisutni su otvoreni zagrižaj, elevirani alveolarni lukovi hipoplastične maksile, abnormalno široko lice i čelo i otvorena prednja fontanela tokom prvih meseci života. 
Oštećenje sluha
Oštećenje sluha je često sa gubitkom sluha u 30% slučajeva.
Hidrocefalus
Postoji neprogresivna ventrikulomegalija, ali neprogresivni hidrocefalus. Hidrocefalus je često prisutan i javlja se zbog pritiska na duralne venske sinuse i dodatno doprinosi bizarnom obliku glave.
Poremečaj mentalnog razvoja i apneja
Uz usporen psihomotorni razvoj, mentalnu retardaciju (češća je nego kod Crouzonovog sindroma) i hiperaktivnost, često je prisutna opstruktivna apnea tokom sna koja je uslovljena retruzijom lica.
Anomalije unutrašnjih organa su vrlo retke, ali je mentalna retardacija prisutna u bar 50% bolesnika, a u 2% je vrlo teška. Manja je ako se kraniotomija izvede što ranije.
Poremećaji u razviju zuba
Tipični su poremećaji u razvoju zuba uz zadebljale gingive, a prateće anomalije su i stenoza i/ili aplazija pilorusa i ektopični anus.
Sindaktilija
Sindaktilija prstiju šake i stopala u tipičnom Apertovom sindromu zahvata sve prste, nekada i koštane delove. Šaka ima izgled kašike ili “akušerske ruke”, ako je palac slobodan. Karakteristika šake sa slepljenim prstima je jedan zajednički nokat za II, III. IV i V. prst.

## Dijagnoza
Dijagnoza svih oblika Apertovog sindrom postavlja se kao i u ostalim malformacijskim sindromima:
- Detaljnim kliničkim pregledom i
- RTG pregledom koštanog sistema, posebno glave, šake i stopala.[16]

Dijagnoza u prenatalnom periodu
Prenatalnom dijagnoza u trimestru trudnoće, može se otkriti Apertovog sindroma. Mogućnost prenatalne dijagnoze daje:
- detaljan 3D ultrazvučni pregled koštanog sistema nakon 20. gestacione nede,
- magnetna rezonanca koštanog sistema u drugom trimestru trudnoće,
- genetske analize i
- genetsko savetovalište.

## Diferencijalna dijagnoza
Diferencijalna dijagnoza uključuje sindromne kraniosinostoze, kao što su: Pfeiffer, Crouzon, Saethre-Chotzen, Muenke i Jackson-Veiss sindromi.

## Terapija
I pored toga što za Apertov sindrom nema adekvatnog leka, mnogo toga može biti urađeno u cilju prevencije ili tretmana komplikacija. Preventivnim postupcima može se, pomoći deci sa ovim sindromom, koliko je moguće, da normalno rastu.
Kraniosinostoza
Hirurgija je potrebna da se spreči zatvaranje koronalnih šavova a time i oštećenje razvoja mozga. Konkretno, operacije LeFort III ili monoblok distrakciona osteogeneza koja odvaja srednju površinu ili celi gornji deo lica, odnosno ostatak lobanje. Izvode se tako da se postave u ispravnu ravnan. Ove operacije rade plastični, oralni i maksilofacijalni hirurzi, ili često u saradnji.
Sindaktilija
Ne postoji standardni tretman malformacija ruku kod Apertovog sindroma zbog razlika u težini kliničkih manifestacija kod različitih pacijenata. Svakom pacijentu se stoga mora individualno prilaziti i tako lečiti, sa ciljem da mu se na adekvatan način obezbedi balans između funkcionalnosti ruku i estetike. Međutim, neke smernice se mogu primeniti u zavisnosti od ozbiljnosti deformiteta.
Generalno se preporučuje oslobađanje prvog i četvrtog interdigitalnog prostora, što omogućava detetu da stvari uhvati rukom, što je vrlo važna funkcija za detetov razvoj. Kasnije se moraju osloboditi drugi i treći interdigitalni prostor. Budući da u Apertovom sindromu postoje tri vrste deformiteta, svima je potreban drugačiji pristup u pogledu lečenja:
Lečenje maceracija i infekcija noktiju trebalo bi raditi po rođenju deteta. Za povećanje prvog prostora između prstiju može se izdužiti palac. Predlaže se da u teškim slučajevima razmotriti primeni amputacija kažiprsta. Međutim, pre donošenja ove odluke, važno je odmeriti potencijalnu korist koje će se postići imajući u vidj moguće psihološke problema deteta zbog narušene estetike ruku. Kasnije bi trebalo da bude oslobođen drugi i / ili treći interdigitalni prostor.
Sa rastom deteta, odnosno ruku, potrebne su i sekundarne revizije kako bi se na adekvatan način sanirale kontrakturi i poboljšala estetika.
- Neki od oblika sindaktilije kod Apertovog sindroma koji se mogu lečiti hirurški

## Prevencija sekundarnih komplikacija
Primarno lečenje kraniofacijalnih abnormalnosti povezanih sa kraniosinostozom je zasniva se na hirurškoj rekonstrukciji. Rani tretman može umanjiti rizik od sekundarnih komplikacija (npr hidrocefalus i kognitivnih oštećenje).
Pacijenti sa teškom proptozom često zahtevaju oftalmološki tretman kako bi se sprečio rizik od keratopatije.

## Prognoza
Prognoza je neizvesna. Mnogi pojedinci imaju u kasnijem životnu komplikacije, koje uključuju poremećaj funkcija dišsajnih puteva i centralnog nervnog sistema. Drugi se mogu relativno dobro mogu osećati sa pravilnim medicinskim i hirurškim lečenjem, ali kod njih mogu postojati intelektualna ograničenja koja su i dalje veoma česta. 
Očekivani životni vek varira kod pacijenata sa ovim sindromom i zavisi od promenljivosti i ozbiljnosti kliničke slike i uspeha lečenja.

## Literatura
- Kinsman, S., Johnoston, M.V. (2007) Congenital anomalies of the central nervous system. u: Kligeman R.M., Behrman R.E., Jenson H.B., Stanton B.F. [ur.] Nelson Textbook of Pediatrics, Philadelphia, PA: Saunders Elsevier, chap 592, 18th ed
- Saritha, S.; Sumangala, Sumangala; Supriya, G.; Kumar, M. (2013). „Apert syndrome Acrocephalosyndactyly: A case report”. International Journal of Research in Medical Sciences. 1 (1): 36. doi:10.5455/2320-6012.ijrms20130210.
- Stanković-Babić Gordana, Babić Rade R. (2009). „Oftalmološko-rendgenološka slika sindroma Crouzon - prikaz bolesnika”. Acta Medica Medianae. 48 (2): 37—40.
- Adam, M. P.; Mirzaa, G. M.; Pagon, R. A.; Wallace, S. E.; Bean LJH; Gripp, K. W.; Amemiya, A.; Wenger, T.; Miller, D.; Evans, K. (1993). „FGFR Craniosynostosis Syndromes Overview”. GeneReviews/NIH/NCBI/UW entry on FGFR-Related Craniosynostosis Syndromes. University of Washington, Seattle. PMID 20301628. (језик: енглески)

## Spoljašnje veze
|  | Molimo Vas, obratite pažnju na važno upozorenje u vezi sa temama iz oblasti medicine (zdravlja). |